# Aston shell
Aston shell — утилита, которая представляет собой графическую оболочку на замену стандартной среде рабочего стола от Microsoft Windows, разработанная командой программистов «Gladiators Software».

## Описание
Является многофункциональной и нетребовательной к ресурсам системы оболочкой для полной настройки рабочего стола. Позволяет пользователям детально изменять и полностью реконструировать свою среду рабочего стола, в частности изменять меню «Пуск», Панель задач, панели инструментов, папки и прочее.
Основные функции могут быть расширены за счет использования различных плагинов, которые свободно доступны на официальном сайте. Некоторые виджеты предоставляют такие возможности, как просмотр погоды, мониторинг ресурсов, аналоговые часы.

## Возможности
Возможности программы заявленные на официальном сайте программы:
- Гибкость настроек, возможность создания фантастических тем.
- Поддержка анимированных скинов и тем.
- Поддержка живых обоев.
- Поддержка 3D объектов в скинах и темах.
- Поддержка виджетов, закрепленных и плавающих (часы, прогноз погоды, управление питанием, объём доступных ресурсов системы и т.д.).
- Простое добавление и удаление виджетов и панелей.
- Поддержка тем и скинов и простота их применения.
- Простота настроек программы даже для новичков.
- Поддержка множества языков.
- Поддержка систем с несколькими мониторами.
- Наличие цветовых меток для иконок на рабочем столе.
- Поддержка эффектов для иконок.
- Быстрый поиск по локальным дискам и в Интернете.
- Индикатор хода выполнения задач в Панели задач.
- Поддержка звуков.
- Настройка пунктов стартового меню.

## Системные требования
Утилита работает в операционных системах семейства Microsoft Windows, в частности на Windows 2003, Windows XP, Windows Vista, Windows 2008, Windows 7, включая 64-разрядных версии платформ Windows XP/Vista/7.